# Дартс
Дартс (англ. darts — «дротики») — ряд связанных игр, в которых игроки метают дротики в круглую мишень, повешенную на стену. В прошлом использовались различные виды мишеней и правил, а в настоящее время этот термин обычно относится к стандартизированной игре с определёнными конструкцией мишени и правилами.
Дартс зародился несколько веков назад на Британских островах. До сих пор в эту традиционную игру играют в пабах Великобритании, Нидерландов, Скандинавии, Соединённых Штатов и других стран. Помимо этого, существует и профессиональный дартс. Человек, занимающийся им, называется дартсменом.

## История дартса
Название мишени (англ. dartboard) может происходить от названия поперечного сечения дерева. Её старое название — «butt», обозначающее поле для тренировки в стрельбе из лука. Этот английский термин происходит от фр. but — ‘цель’. По другой версии, французское происхождение названия может означать, что первоначально мишенью для дартса было дно бочки из-под вина.
Существует предположение, что игра возникла среди солдат, которые бросали арбалетные болты в днище бочки или в поперечное сечение бревна. В сухом дереве от попаданий образовывались трещины, создавая «сектора».
Считается, что стандартная разметка с сектором «20» на вершине была создана в 1896 году плотником из Ланкашира Брайаном Гамлином. Но в различных местах на протяжении многих лет существовали и многочисленные другие конфигурации.
Вместо дротиков изначально использовались обрезанные стрелы или арбалетные болты. Первые специально изготовленные для игры дротики были вырезаны из дерева, наконечник был покрыт свинцом для утяжеления, а оперение было сделано из перьев индейки. Такие дротики делались во Франции и стали известны как «французские дротики». В 1906 году был зарегистрирован патент на металлическое древко дротика, однако дерево широко применялось вплоть до 1950-х годов. Первые металлические дротики были из дешёвой и легкоплавкой латуни. Изготовленные из дерева древки стали делать с учётом металлического навершия, а оперение стало бумажным. Такая конструкция сохранялась до 1970-х. С началом применения пластика древко и оперение стали изготавливать как отдельные части конструкции, хотя производились и монолитные пластиковые модели.
В Великобритании издавна разрешалось делать ставки только на спортивные соревнования, требующие навыка от игроков и не зависящие от удачи. Легенда гласит, что в 1908 году Джим Гарсайд, владелец гостиницы Адельфи в городе Лидс, предстал перед судом. Местные власти обвиняли его в дозволении ставок на игру в дартс в его заведении. По мнению магистратов, эта игра была построена на удаче и пари подлежали запрету. В свою защиту Гарсайд попросил о судебном эксперименте с участием местного чемпиона Вильяма «Бигфута» Анакина. Вильям доказал невиновность владельца, попав во все сектора, названные судьями. Обвинения сняли, признав, что игра зависит от навыка, а не удачи.

## Мишень

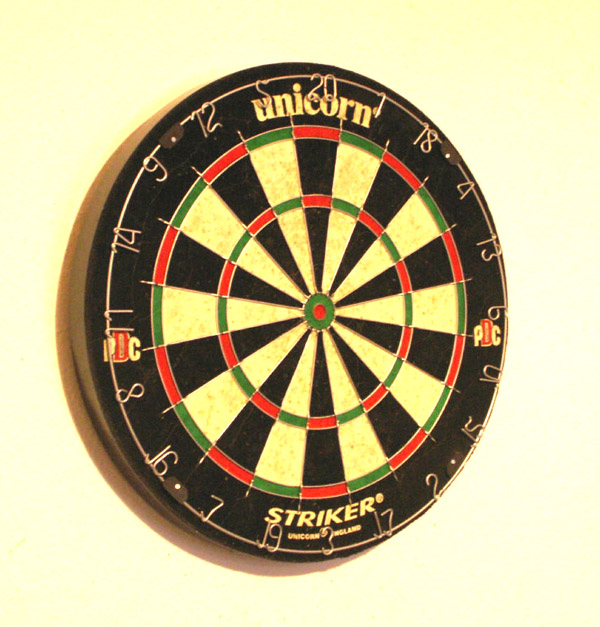

Мишени обычно изготовляются из сизаля (спрессованных волокон агавы). В странах Азии (например, в Казахстане) распространены мишени, сделанные из конского волоса. Идея использования сизаля для производства мишеней принадлежит компании Nodor; первые сизалевые мишени появились в 1932 году. В преддверии Первой мировой войны игра пользовалась популярностью в пабах Великобритании. Мишени изготавливали из цельного куска дерева, чаще всего из вяза. Доску на ночь снимали и оставляли в воде, чтобы отверстия от дротиков затянулись. В 1923 году компания Nodor начала изготавливать глиняные мишени для игры в дартс. Затея не удалась, и компания вернулась к изготовлению традиционных мишеней из вяза. Однако мишени их производства не стали популярными, пока не было предложено делать их из агавы. Несколько листьев агавы одинаковой длины сплетались вместе. Затем такие плетёные листы спрессовывались в один диск и окаймлялись металлическим обручем. Мишень такой конструкции мгновенно стала хитом, поскольку дротики не портили поверхность, а проходили между волокнами листа. Такой мишени практически не требовался уход, и служила она дольше, чем деревянная. Производство мишеней сосредоточено в Кении и Китае, что объясняется близостью к источникам сырья. Мишень поделена на сектора, которым присвоены числа от 1 до 20.
Сизалевые мишени отличаются формой разделительной проволоки:
- Обычная (круглая) проволока отличается большим процентом отскоков дротиков при попадании в проволоку и невысокой ценой. Используется в мишенях: Winmau Pro SFB, Nodor Supabull II, Harrows Club.
- Трёхгранная проволока отличается уменьшенным процентом отскока дротиков от проволоки. При попадании в проволоку дротики «съезжают» по грани в ближайший сектор. Используется в мишенях: Nodor Supawire II, Harrows Apex Wire, Winmau Diamond.
- Тонкая разделительная проволока используется в профессиональных мишенях, отличается меньшим количеством отскоков и высокой ценой. Используется в мишенях: Winmau Blade 6 Carbon Triple Core, Winmau Blade 6 Dual Core, Winmau Blade 6, Unicorn Eclipse Pro, Harrows Matrix, Nodor Supamatch 5.

В 1984 году появилось бесскобочное крепление центра мишени «Staple-free bullseye», что значительно снизило количество отскоков дротиков от мишени.

### Высота мишени и расстояние до неё

Расстояние до мишени.

В стандартной игре центр мишени должен находиться на высоте 1,73 метра (5 футов, 8 дюймов) от пола, а расстояние от лицевой стороны мишени до линии, с которой игроки метают дротики, составляет 2,37 метра (7 футов, 9,25 дюйма).
Стандартные размеры мишени:
внутренняя ширина колец «даблов» и «треблов» — 8 мм.
внутренний диаметр «яблочка» — 12,7 мм.
внутренний диаметр внешнего центрального кольца — 31,8 мм.
расстояние от центра мишени до внешней стороны проволоки кольца «даблов» — 170,0 мм.
расстояние от центра мишени до внешней стороны проволоки кольца «треблов» — 107,0 мм.
общий диаметр мишени — 451,0 ± 10,0 мм.
толщина проволоки — 1,5 мм.

### Дротик

Части дротика для дартса:
1. Наконечник или игла
2. Баррель
3. Кольцо
4. Хвостовик
5. Воротник
6. Оперение
7. Протектор

Основными частями дротика являются наконечник, баррель, хвостовик и оперение.
Наконечник может быть как заточенным металлическим стержнем, предназначенным для втыкания в мишень, так и притуплённой иглой, подходящей для игры в электронный дартс. Наконечник жёстко крепится в баррели, с другой стороны которой ввинчивается хвостовик с оперением. Материал и форма баррели определяют траекторию полёта дротика, она изготавливается из различных металлов: латуни, серебряно-никелевого сплава, вольфрама.
Суммарная длина дротиков не должна превышать 30,5 см. Масса дротика не должна превышать 50 г. Наиболее популярный вес дротиков 19—25 г.

## Правила
Стандартная мишень разделена на двадцать пронумерованных секторов, обычно чёрного и белого цвета, каждой присвоено число от 1 до 20. В центре находится «яблочко» (англ. bull’s eye — «бычий глаз»), попадание в которое оценивается в 50 очков. За попадание в зелёное кольцо вокруг него — 25 очков. Внешнее узкое кольцо означает удвоение числа сектора, внутреннее узкое кольцо означает утроение числа сектора. И внешнее, и внутреннее узкие кольца традиционно окрашиваются в красный и зелёный цвета.
Попадание дротика вне узкого внешнего кольца очков не приносит. Если дротик не остаётся в мишени после броска, он также не приносит очков. Обычно очки подсчитываются после того, как игрок метает 3 дротика. После этого ход переходит к другому игроку.
Максимально возможный результат 3 бросков — 180 очков (если игрок попадает всеми тремя дротиками во внутреннее узкое кольцо сектора 20).
На сегодняшний день наиболее известными производителями инвентаря для дартс являются Unicorn, Harrows, Nodor, Winmau. Профессиональные игроки используют дротики из вольфрама и никеля, а начинающим игрокам подойдут дротики из латуни.

### 301/501
Каждая сторона в игре начинает со счёта 301 (вариант — 501). Метод ведения счёта заключается в вычитании полученного количества очков из оставшихся, пока один из игроков не достигнет 0. Заканчивать игру нужно обязательно броском в зону «удвоение» или в «яблочко» мишени. Необходимо попасть так, чтобы полученное количество очков свело счёт до нуля («яблочко» засчитывается за двойное 25).
Если бросок дротика дал большее количество очков, чем нужно для нулевого завершения игры (или же приводит счёт к единице), то все броски текущего подхода не засчитываются, и счёт остаётся прежним, каким он был до серии бросков, приведших счёт к перебору или единице.
Каждая игра в 301 носит название «лэг» (англ. leg). Пять «лэгов» составляют «сет» (игра ведётся до трёх побед в «лэгах»). Окончательным победителем считается тот, кто выиграл заданное количество «сетов».
Во всех крупных турнирах играют в вариант игры с начальным количеством очков в 501. Минимальное количество дротиков, необходимое для окончания игры — 9. В зависимости от типа турнира различается и формат — как сетовый, так и до определенного количества выигранных легов, без деления на сеты.

### Раунд
Правила игры сводятся к тому, чтобы поочерёдно поразить сектора от «1» до «20», затем «удвоение» и «утроение» 20-го сектора, и завершить игру попаданием в «яблочко» мишени. В случае, если в серии бросков все три дротика достигают цели, (например: 1, 2, 3 или 12, 13, 14 и т. п.), бросавший продолжает свою игру вне очереди. Зачётным полем сектора считается вся его площадь, включая кольца «удвоения» и «утроения» счёта.
Победителем считается игрок, первым поразивший «яблочко».

### Большой раунд
Игра ведётся по секторам от «1» до «20», включая «центр» (зелёное кольцо, или «булл»). Задача каждого игрока — за один подход (3 броска) поразить свой текущий сектор максимальное количество раз. Считаются попадания только в текущий сектор. При попадании в зону удвоения или утроения сектора, очки, соответственно, удваиваются или утраиваются. Выигрывает игрок, набравший наибольшее количество очков.

### Все пятёрки
Сериями по три дротика игроки стремятся набрать максимальное число, кратное 5. Серия бросков, давшая число, не кратное 5, не засчитывается. Число 5 даёт 1 очко, 10 — 2 очка, 50 — 10 очков и т. д. Победителем считается тот, кто первым наберёт 51 очко.
В игре действует правило «перебора».

### Двадцать семь
Каждому игроку изначально даётся по 27 очков. Первыми тремя дротиками необходимо поразить «удвоение» сектора 1. При этом каждое попадание в цель приносит 2 очка (1×2). Если ни один из дротиков не попал в «удвоение» сектора 1, то из имеющегося количества очков (27) вычитается 2 очка (1×2).
Следующими тремя дротиками необходимо поразить «удвоение» сектора 2. При этом каждое попадание в цель приносит 4 очка (2×2). Если ни один из дротиков не попал в «удвоение» сектора 2, то из имеющегося количества очков вычитается 4 (2×2).
Таким образом, игра ведётся до сектора «20» мишени. Победителем считается тот, у кого после бросков в «удвоение» сектора «20» осталось большее количество очков. Тот игрок, чей счёт в ходе игры становится меньше единицы, выбывает из соревнования.

### Тысяча
Зачётным полем игры являются «яблочко» и «зелёное кольцо». Каждый игрок изначально не имеет очков и набирает их сериями по три дротика, учитывая только «50» и «25». Победителем считается тот, кто первым набрал 1000 очков.
В игре действует правило «перебора».

### Пять жизней
За бросок тремя дротиками надо набрать большее количество очков, чем набрал предыдущий игрок, хотя бы на одно очко. Исключением является только 180 очков. Каждый игрок может ошибиться 5 раз. На шестой игрок выходит из игры. В эту игру лучше играть впятером — вшестером.

### Сектор 20
В упражнении «Сектор 20» игрок выполняет 30 бросков (10 серий по 3 дротика), стараясь набрать как можно большую сумму только за счёт попаданий в сектор «20» мишени. Попадания в «удвоение» засчитываются за 40 очков, в «утроение» — за 60 очков. Дротики, не попавшие в зону «20», к результату общей суммы не прибавляются.

### Киллер
В игре участвуют 10—20 человек. Каждый выбирает себе сектор (с «1» по «20»), попадая в который, соперники уменьшают количество его жизней. Если игрок отнимает последнюю жизнь (убивает), он получает +1 к своей жизни — таким образом исключается самоубийство. Если игрок попадает в «яблочко», также получает +1 к жизни, если попадает в кольцо — отбирает жизнь у любого игрока, если попадает в «утроение» или «удвоение» — убираются 3 или 2 жизни соответственно. Игра оканчивается после «убийства» всех соперников.

### Диаметр
Игроки произвольно выбирают два диаметрально противоположных сектора и стараются поразить их «удвоения» и «утроения» по воображаемой прямой, например: «удвоение» сектора «11», «утроение» сектора «11», «зелёное кольцо», «утроение» сектора «6» и «удвоение» сектора «6». Побеждает тот, кто первым пройдёт воображаемую линию по заданным точкам.

### Тридцатка
Одновременно в игре может принимать участие произвольное количество игроков. Игроки по очереди выполняют серии бросков по 3 дротика. Очко присуждается за набор 30 очков за 3 броска. Побеждает игрок, первым набравший установленное количество очков (обычно 3, 5 или 7). Игра популярна среди новичков за счёт простоты и ненадобности вести сложные подсчёты.

### Американский крикет
В американском крикете играют только сектора «15», «16», «17», «18», «19», «20» (а также их «удвоения» и «утроения»), «зелёное кольцо» и «яблочко». Цель игры — набрать больше очков, чем соперник. Чтобы начать набирать очки на секторе, надо чтобы он был закрыт у игрока и не закрыт у соперника. Чтобы закрыть сектор, надо попасть в него не менее 3-х раз. Попадание в «утроение» считается за попадание в сектор три раза, в «удвоение» — два раза. Исключением являются «зелёное кольцо» и «яблочко». Они считаются одним сектором. Попадание в «яблочко» засчитывается за два попадания, «зелёное кольцо» — за одно попадание. Игра завершается, когда соперник, у которого меньше очков, уже не может набирать очки. При равном счёте после завершения игры победителем считается тот, кто закрыл больше секторов.

## Наиболее популярные турниры по дартсу
- Чемпионат мира BDO
- Чемпионат мира PDC
- PDC World Masters
- World Matchplay
- World Grand Prix
- Grand Slam of Darts
- UK Open
- Премьер-лига по дартсу
- Чемпионат Европы по дартсу
- Players Championship Finals
- World Series of Darts Finals
- Командный чемпионат мира по дартсу

Кроме того, PDC проводит PDC ProTour — цикл из 39 турниров, не транслируемых на ТВ, которые проводятся по выходным по всему миру. Призовой фонд таких турниров одинаковый и составляет около 35 тыс. фунтов стерлингов.
С 2011 года запущен PDC Unicorn Youth Tour, в котором принимают участие молодые игроки в возрасте от 14 до 21 года. Всего предусмотрено 14 турниров, призовой фонд каждого — 2 тыс. фунтов стерлингов.
В 2010 году был впервые проведён первый командный чемпионат мира по дартсу, а также женский и молодёжный чемпионаты мира PDC.
В 2012 году запущены 5 европейских турниров PDC, которые проведутся в Австрии, Германии и Голландии. Призовой фонд каждого турнира составляет 79,2 тыс. фунтов стерлингов.